# Johan Linnemann (infanteriofficer)
 Der er flere personer med dette navn, se Johan Linnemann (artilleriofficer).
Mads Johan Buch Linnemann (4. juni 1830 på Rugstedgård, Ødsted Sogn – 24. juni 1889 i Jægersborg) var en dansk officer og opfinder.
Han var en søn af proprietær Johan Henrik Linnemann (1790-1857) og Madsine Johanne f. Buch (1794-1876). 15 år gammel kom han på et handelskontor i Aalborg, men flygtede derfra i maj 1848 for at melde sig som frivillig ved Hæren og fik officersepauletterne 26. oktober 1849. Han blev premierløjtnant 1861 og deltog som adjudant ved 4. regiment i krigen 1864, idet han dog under kampen om Als var kompagnikommandør. Linnemann fandt derefter på at give soldaten en let feltspade med kort skaft, hvormed han kunne grave sig ned, og indrettede den tillige således, at den kunne tjene som faskinkniv, sav og stegepande. Udnævnt 1867 til kaptajn ved 7. bataljon fik han i 1869 patent på sin opfindelse her i landet, og spaden, en hel del simplificeret, indførtes som udrustning for vort fodfolk i september 1870 (256 styk pr. bataljon). I 1871 lod Linnemann sig sætte uden for nummer og rejste til Wien, hvor han oprettede en fabrik for spadens tilvirkning, efter at den østrigske krigsbestyrelse havde antaget den "Linnemannske Spade", hvorpå opfinderen tog patent i flere stater. Hverken Tyskland eller Frankrig ville dog anerkende patentet, skønt spaden indførtes. Under Balkankrigen 1877-78 havde rumænerne megen nytte af spaden, så opfinderen blev dekoreret, medens russerne udbetalte ham 30.000 rubler og samtidig bestilte 60.000 eksemplarer.
Især af militære hensyn stillede han sig 1866 i Hjørringkredsen til valg til Folketinget, men blev ikke valgt.
I 1876 trådte Linnemann atter i nummer og ansattes ved 20. bataljon, og i 1879 forøgedes antallet af spader pr. bataljon til 360; på grund af alder afskedigedes han i 1882 og flyttede til København, hvor han havde bygget en større ejendom, men han døde allerede 24. juni 1889. Han forblev ugift, og den formue, han efterlod, anvendtes til stiftelsen af et familielegat. 1864 var han blevet Ridder af Dannebrog og 1879 havde han fået Fortjenstmedaljen i guld.
Der findes et portrætmaleri af Ferdinand Richardt.
Han er begravet i Trollenäs, nord for Eslöv i Eslövs kommun, Sverige. Trollenäs slot ligger i Tröllenäs.